# Cúp BTV 2016
BTV cup 2016 có tên gọi chính thức là Giải bóng đá vô địch quốc tế BTV cup Number one năm 2016 là mùa giải lần thứ 17 của giải BTV Cup do Truyền hình Bình Dương, Becamex IDC và Number One đồng tổ chức hàng năm, giải diễn ra từ ngày 2 tháng 12 đến ngày 12 tháng 12 năm 2016 trên sân vận động Gò Đậu tại Bình Dương với sự tham dự của 8 đội bóng, được chia làm 2 bảng thi đấu vòng tròn 1 lượt chọn ra 2 đội có điểm cao nhất vào trận bán kết.
Trong đó, bảng A gồm chủ nhà Becamex Bình Dương (xếp thứ 10 V.League 2016), Than Quảng Ninh (xếp thứ 4 V.league 2016), Sinh viên Hàn Quốc và Boeung Ket Angkor FC (Quán quân giải bóng đá vô địch quốc gia Cambodian). Bảng B gồm SHB Đà Nẵng (xếp thứ 3 V.league 2016), Hải Phòng (xếp thứ 2 V.league 2016), Đương kim vô địch Bangu Atletico Clube (Brazil) và Shonan Bellmare (Xếp thứ 17 tại giải J1 League 2016).

## Các đội tham dự
| Đội bóng             | Thành tích Mùa trước | Huấn luyện viên      | Đội trưởng         |
| -------------------- | -------------------- | -------------------- | ------------------ |
| Becamex Bình Dương   | Xếp thứ 10           | Trần Bình Sự         | Nguyễn Anh Đức     |
| Than Quảng Ninh      | Xếp thứ 4            | Phan Thanh Hùng      | Nguyễn Hải Huy     |
| Sinh viên Hàn Quốc   | —                    | Kim Inbae            | Doo Hyoenseok      |
| Boeung Ket Angkor FC | Vô địch              | Prak Sovannara       | Chan Vathanaka     |
| Shonan Bellmare      | Xếp thứ 17           | Tokisaki Yu          | Otuki Shuhei       |
| SHB Đà Nẵng          | Xếp thứ 3            | Lê Huỳnh Đức         | Nguyễn Vũ Phong    |
| Hải Phòng            | Xếp thứ 2            | Trương Việt Hoàng    | Lê Văn Phú         |
| Bangu Atletico Clube | Đương kim vô địch    | Mario Marques Coelho | Mauro Silva Junior |

## Kênh truyền hình
Các kênh truyền hình trực tiếp gồm: VTC3, BTV1, BTV2, BTV5.

## Vòng bảng

### Bảng A
| VT | Đội                | ST | T | H | B | BT | BB | HS | Đ | Giành quyền tham dự     |
| -- | ------------------ | -- | - | - | - | -- | -- | -- | - | ----------------------- |
| 1  | Boeung Ket Angkor  | 3  | 2 | 0 | 1 | 5  | 6  | −1 | 6 | Vòng đấu loại trực tiếp |
| 2  | Sinh viên Hàn Quốc | 3  | 1 | 1 | 1 | 6  | 5  | +1 | 4 | Vòng đấu loại trực tiếp |
| 3  | Becamex Bình Dương | 3  | 1 | 1 | 1 | 3  | 4  | −1 | 4 |                         |
| 4  | Than Quảng Ninh    | 3  | 1 | 0 | 2 | 5  | 4  | +1 | 3 |                         |

| Than Quảng Ninh | 1–3      | Sinh viên Hàn Quốc |
| --------------- | -------- | ------------------ |
|                 | Chi tiết |                    |

| Becamex Bình Dương | 0–2      | Boeung Ket Angkor FC |
| ------------------ | -------- | -------------------- |
|                    | Chi tiết |                      |

| Sinh viên Hàn Quốc | 1–2      | Boeung Ket Angkor FC |
| ------------------ | -------- | -------------------- |
|                    | Chi tiết |                      |

| Becamex Bình Dương | 1–0      | Than Quảng Ninh |
| ------------------ | -------- | --------------- |
|                    | Chi tiết |                 |

| Boeung Ket Angkor FC | 0–4      | Than Quảng Ninh |
| -------------------- | -------- | --------------- |
|                      | Chi tiết |                 |

| Becamex Bình Dương | 2–2      | Sinh viên Hàn Quốc |
| ------------------ | -------- | ------------------ |
|                    | Chi tiết |                    |

### Bảng B
| VT | Đội                  | ST | T | H | B | BT | BB | HS | Đ | Giành quyền tham dự     |
| -- | -------------------- | -- | - | - | - | -- | -- | -- | - | ----------------------- |
| 1  | SHB Đà Nẵng          | 3  | 2 | 0 | 1 | 5  | 2  | +3 | 6 | Vòng đấu loại trực tiếp |
| 2  | Shonan Bellmare      | 3  | 1 | 2 | 0 | 4  | 3  | +1 | 5 | Vòng đấu loại trực tiếp |
| 3  | Bangu Atletico Clube | 3  | 1 | 1 | 1 | 4  | 3  | +1 | 4 |                         |
| 4  | Hải Phòng            | 3  | 0 | 1 | 2 | 4  | 3  | +1 | 1 |                         |

| SHB Đà Nẵng | 3–1      | Bangu Atletico Clube |
| ----------- | -------- | -------------------- |
|             | Chi tiết |                      |

| Hải Phòng | 1–1      | Shonan Bellmare |
| --------- | -------- | --------------- |
|           | Chi tiết |                 |

| Bangu Atletico Clube | 1–1      | Shonan Bellmare |
| -------------------- | -------- | --------------- |
|                      | Chi tiết |                 |

| Hải Phòng | 0–2      | SHB Đà Nẵng |
| --------- | -------- | ----------- |
|           | Chi tiết |             |

| Shonan Bellmare | 2–1      | SHB Đà Nẵng |
| --------------- | -------- | ----------- |
|                 | Chi tiết |             |

| Bangu Atletico Clube | 3–0      | Hải Phòng |
| -------------------- | -------- | --------- |
|                      | Chi tiết |           |

## Vòng đấu loại trực tiếp
|  | Bán kết            | Bán kết         |               |   | Chung kết | Chung kết |
|  |                    |                 |               |   |           |           |
|  | 10 tháng 12        |                 |               |   |           |           |
|  |                    |                 |               |   |           |           |
|  | Boeung Ket Angkor  | 0               |               |   |           |           |
|  | Boeung Ket Angkor  | 0               | 12 tháng 12   |   |           |           |
|  | Shonan Bellmare    | 3               |               |   |           |           |
|  | Shonan Bellmare    | 3               | SHB Đà Nẵng   | 1 |           |           |
|  | 10 tháng 12        |                 | SHB Đà Nẵng   | 1 |           |           |
|  |                    | Shonan Bellmare | 2             |   |           |           |
|  | SHB Đà Nẵng        | Shonan Bellmare | 2             | 4 |           |           |
|  | SHB Đà Nẵng        |                 |               | 4 |           |           |
|  | Sinh viên Hàn Quốc | 0               |               |   |           |           |
|  | Sinh viên Hàn Quốc | 0               | Tranh hạng ba |   |           |           |
|  |                    |                 |               |   |           |           |
|  | 12 tháng 12        |                 |               |   |           |           |
|  |                    |                 |               |   |           |           |
|  | Sinh viên Hàn Quốc | 3               |               |   |           |           |
|  | Sinh viên Hàn Quốc | 3               |               |   |           |           |
|  | Boeung Ket Angkor  | 0               |               |   |           |           |

### Vòng bán kết
| Boeung Ket Angkor | 0–3      | Shonan Bellmare |
| ----------------- | -------- | --------------- |
|                   | Chi tiết |                 |

| SHB Đà Nẵng | 4–0      | Sinh viên Hàn Quốc |
| ----------- | -------- | ------------------ |
|             | Chi tiết |                    |

### Trận tranh hạng ba
| Boeung Ket Angkor | 0–3      | Sinh viên Hàn Quốc |
| ----------------- | -------- | ------------------ |
|                   | Chi tiết |                    |

### Trận chung kết
| SHB Đà Nẵng | 1–2      | Shonan Bellmare |
| ----------- | -------- | --------------- |
|             | Chi tiết |                 |

## Các danh hiệu
- Vô địch: Shonan Bellmare – cúp, Huy chương vàng và 500 triệu đồng
- Hạng nhì: SHB Đà Nẵng –Huy chương bạc và 300 triệu đồng
- Hạng ba: Sinh viên Hàn Quốc – Huy chương đồng và 150 triệu đồng
- Giải Fair-play: Sinh viên Hàn Quốc
- Cầu thủ xuất sắc nhất: Gaston Merlo (SHB Đà Nẵng)
- Vua phá lưới: Gaston Merlo (SHB Đà Nẵng, 6 bàn)
- Thủ môn xuất sắc: Ito Go (Shonan Bellmare)